# Association for Symbolic Logic
L'Association for Symbolic Logic ou ASL, est une organisation internationale regroupant des spécialistes et chercheurs en logique mathématique et logique philosophique. L'ASL a été fondée en 1936 et son premier président fut Alonzo Church. Le président actuel de l'ASL est Alasdair Urquhart (en).

## Publications
L'Association for Symbolic Logic publie de nombreux ouvrages académiques et revues universitaires.
De nombreuses œuvres publiées par l'ASL sont consultables en ligne par l'intermédiaire du projet Euclide.
L'association édite ou collabore aux journaux suivants :
- Journal of Symbolic Logic [3] – créée en 1936, dans cette revue sont publiés des études dans tous les domaines de la logique mathématique.  (ISSN 0022-4812).
- Bulletin of Symbolic Logic  – créée en 1995, dans cette revue sont publiés des revues d'ouvrages, d'articles d'histoire ou d'actualité concernant le domaine de la logique, de l'association ou diverses actualités de domaines connexes. Jusqu'en 1999 des revues d'articles d'Ernest Schimmerling y étaient présentes.  (ISSN 1079-8986).
- Review of Symbolic Logic  – créée en 2008, dans cette revue sont publiés des études relatives à la logique, la philosophie, la science, l'informatique, et de leurs interactions.  (ISSN 1755-0203).
- L'association subventionne également le Journal of Logic and Analysis[4]. Cette revue étudie et analyse les interactions de la logique mathématique avec les autres domaines des mathématiques. Y sont publiés des articles d'analyse non standard ou portant sur les domaines connexes à la théorie des modèles. On y trouve également des extraits de documents ou des articles en rapport à tous les domaines de la logique mathématique  (ISSN 1759-9008).

L'association publie également des œuvres de Kurt Gödel.

## Récompenses
L'ASL attribue des prix, pour des apports remarquables dans le domaine de la logique, et pour encourager des étudiants logiciens, chacun de ses lauréats est également crédité d'une rémunération.
- Le prix Carol Karp ou Karp Prize : fut créé en 1973 à la mémoire de Carol Karp[7], il est décerné tous les cinq ans, et attribué à un chercheur pour la publication d'un ouvrage ou d'un article notable dans l'un des domaines de la recherche en logique. Le premier prix Carol Karp fut attribué à Robert Vaught de l'Université de Californie en 1978.

- le prix Sacks ou Sacks Prize : fut créé en 1999 à la mémoire de Gerald Sacks, il est décerné tous les ans[note 1] et attribué pour la thèse de doctorat jugée la plus remarquable en logique mathématique sans contrainte de nationalité du lauréat ou de son université, ce prix offre également cinq années de cotisation en tant que membre à l'ASL.

- le prix Shoenfield ou Shoenfield Prize : fut créé en 1999 à la mémoire de Joseph R. Shoenfield, il est décerné tous les trois ans et attribué à un étudiant pour la rédaction d'un article et récompense également l'auteur d'une œuvre remarquable dans le domaine de la logique.

- Le Conférencier Gödel ou Gödel Lecturers[note 2] : à la mémoire de Kurt Gödel l'ASL organise chaque année une conférence, le conférencier est sélectionné chaque année par le Comité des prix et récompenses de l'Association for Symbolic Logic sur la base de ses contributions remarquables à la logique à travers ses recherches. Il a lieu alternativement lors de la réunion annuelle européenne ou nord-américaine.

## Lauréats
Depuis 1978 de nombreux prix ont été décernés par l'ASL à différents chercheurs, étudiants ou mathématiciens reconnus dans le domaine de la logique mathématique.

### Prix Karp
- 2013 : Moti Gitik (en), Université de Tel Aviv, Ya'acov Peterzil, Université de Haïfa, Jonathan Pila, Université d'Oxford, Sergei Starchenko, University of Notre Dame, et Alex Wilkie, Université de Manchester
- 2008 : Zlil Sela (en), Université hébraïque de Jérusalem
- 2003 : Gregory Hjorth, Université de Californie à Los Angeles et Alexander Kechris (en), Caltech
- 1998 : Ehud Hrushovski, Université hébraïque de Jérusalem
- 1993 : Ehud Hrushovski, MIT et Alex Wilkie, Université d'Oxford
- 1988 : Donald A. Martin, Université de Californie à Los Angeles, John R. Steel, Université de Californie à Los Angeles, et W. Hugh Woodin, Université de Californie
- 1983 : Saharon Shelah, Université hébraïque de Jérusalem
- 1978 : Robert Vaught, Université de Californie

### Prix Sacks
- 2014 : non décerné
- 2013 : Artem Chernikov, Université Paris Diderot et MSRI, et Nathanaël Mariaule, Université de Naples II
- 2012 : Pierre Simon, Université hébraïque de Jérusalem
- 2011 : Mingzhong Cai, Université du Wisconsin à Madison et Adam Day, Université de Californie à Berkeley
- 2010 : Uri Andrews, Université du Wisconsin à Madison
- 2009 : Isaac Goldbring et Grigor Sargsyan, tous les deux de l'Université de Californie à Los Angeles
- 2008 : Inessa Epstein, California Institute of Technology et Dilip Raghavan, Université de Toronto
- 2007 : Adrien Deloro, Université Rutgers et Wojciech Moczydlowski, Université Cornell
- 2006 : Matteo Viale, Université de Turin et Université Paris Diderot
- 2005 : Antonio Montalbán, Université de Chicago
- 2004 : Joseph Mileti, Université de Chicago, et Nathan Segerlind, Université de Washington
- 2003 : Itay Ben Yaacov, Massachusetts Institute of Technology
- 2002 : non décerné
- 2001 : Matthias Aschenbrenner, Université de Californie à Berkeley
- 2000 : Eric Jaligot, Université Claude-Bernard Lyon 1
- 1999 : Denis Hirschfeldt, Université Cornell et Rene Schipperus, Université du Colorado à Boulder
- 1998 : non décerné
- 1997 : Ilijas Farah, Université de Toronto et Tom Scanlon, Mathematical Sciences Research Institute de Berkeley
- 1996 : Byunghan Kim, Institut Fields et Itay Neeman, Université Harvard
- 1995 : Slawomir Solecki, Caltech
- 1994 : Gregory Hjorth, California Institute of Technology

### Prix Shoenfield
- 2013 :
  - Stevo Todorčević pour son œuvre (en) Introduction to Ramsey Spaces (AM-174) : Annals of Mathematics Studies, Princeton University Press, 2010, 296 p. (ISBN 978-1-4008-3540-9 et 9781400835409, présentation en ligne)
  - Itaï Ben Yaacov, Alexander Berenstein, C. Ward Henson, et Alexander Usvyatsov pour leur article Model Theory for Metric Structures paru dans l'ouvrage (en) Zoé Chatzidakis, D. Macpherson, A. Pillay et Alex Wilkie, Model Theory with Applications to Algebra and Analysis :, vol. II, Cambridge University Press, 2008, 352 p. (ISBN 978-0-521-69484-1 et 9780521694841)
- 2010 :
  - John T. Baldwin pour son œuvre (en) Categoricity, American Mathematical Socity, 2009, 235 p. (ISBN 978-0-8218-4893-7 et 9780821848937, présentation en ligne)
  - Rod Downey, Denis Hirschfeldt, Andrew Nies, et Sebastiaan Terwijn pour leur article Calibrating randomness paru dans l'ouvrage (en) Bulletin of Symbolic Logic : Calibrating Randomness, vol. {XII}, Association for Symbolic Logic (no 3), septembre 2006 (ISSN 1943-5894, lire en ligne), p. 411-491

- 2007 :
  - John P. Burgess pour son œuvre (en) Fixing Frege, Princeton (N.J.), Princeton University Press, 2005, 257 p. (ISBN 978-0-691-12231-1 et 9780691122311, BNF 39957170, présentation en ligne)
  - David E. Marker pour son œuvre (en) Model Theory : An Introduction, New York, Springer Science & Business Media, 21 août 2002, 342 p. (ISBN 978-0-387-98760-6 et 9780387987606, BNF 39025407, présentation en ligne)
  - Bohuslav Balcar (en) et Thomas Jech pour leur article Weak distributivity, a problem of Von Neumann and the mystery of measurability, publié dans (en) Bulletin of Symbolic Logic, vol. {XII}, Association for Symbolic Logic (no 2), juin 2006 (lire en ligne), p. 241-466

### Conférenciers Gödel
- 2015 Alex Wilkie, Complex continuations of functions definable in {\displaystyle \mathbb {R} _{an,exp}} with a diophantine application[8]
- 2014 Julia Knight, Computable structure theory and formulas of special forms[9]
- 2013 Kit Fine, Truth-Maker Semantics for Intuitionistic Logic[10]
- 2012 John R. Steel, The hereditarily ordinal definable sets in models of determinacy.
- 2011 Anand Pillay, First order theories.
- 2010 Alexandre Razborov, Complexity of Propositional Proofs.
- 2009 Richard A. Shore, Reverse Mathematics: the Playground of Logic.
- 2008 W. Hugh Woodin, The Continuum Hypothesis, the ω Conjecture, and the inner model problem of one supercompact cardinal.
- 2007 Ehud Hrushovski, une conférence sur son travail a eu lieu en son absence par Thomas Scanlon.
- 2006 Per Martin-Löf, The two layers of logic.
- 2005 Menachem Magidor, Skolem-Lowenheim theorems for generalized logics.
- 2004 Michael O. Rabin, Proofs persuasions and randomness in mathematics.
- 2003 Boris Zilber, Categoricity.
- 2002 Harvey Friedman, Issues in the foundations of mathematics.
- 2001 Theodore A. Slaman, Recursion Theory.
- 2000 Jon Barwise, cette conférence fut annulée à la suite de son décès.
- 1999 Stephen A. Cook, Logic and computational complexity.
- 1998 Alexander S. Kechris, Current Trends in Descriptive Set Theory.
- 1997 Solomon Feferman, Occupations and Preoccupations with Gödel: His « Works » and the Work.
- 1996 Saharon Shelah, Categoricity without compactness.
- 1995 Leo Harrington, Gödel, Heidegger, and Direct Perception (or, Why I am a Recursion Theorist).
- 1994 Donald A. Martin, L(R): A Survey.
- 1993 Angus Macintyre, Logic of Real and p-adic Analysis: Achievements and Challenges.
- 1992 Joseph R. Shoenfield, The Priority Method.
- 1991 Dana Scott, Will Logicians be Replaced by Machines?
- 1990 Ronald Jensen, Inner Models and Large Cardinals.